# Sondre Sørli
Sondre Sørli (Kristiansund, 30 ottobre 1995) è un calciatore norvegese, centrocampista del Bodø/Glimt.

## Carriera
Cresciuto nelle giovanili del Clausenengen, è entrato successivamente a far parte di quelle del Kristiansund. Ha esordito in prima squadra il 24 aprile 2014, schierato titolare nella vittoria per 0-3 sul campo del Brattvåg, sfida valida per il primo turno del Norgesmesterskapet.
Il 6 aprile 2015 ha debuttato in 1. divisjon, impiegato dal primo minuto nel pareggio per 0-0 contro il Ranheim. Il 28 agosto 2016 ha segnato le prime reti con questa maglia, con una doppietta ai danni del Levanger, vinta in trasferta dal Kristiansund col punteggio di 1-3. Al termine di quella stessa stagione, la squadra ha centrato la promozione in Eliteserien.
Il 1º aprile 2017 è arrivato quindi il debutto nella massima divisione norvegese, quando è stato schierato titolare nella sconfitta per 0-1 arrivata in casa contro il Molde. Il 21 maggio ha realizzato il primo gol in Eliteserien, attraverso cui ha contribuito alla vittoria per 3-2 sull'Haugesund.
Il 16 aprile 2018 ha prolungato il contratto che lo legava al Kristiansund, fino al 31 dicembre 2020. Il 26 febbraio 2020 ha ulteriormente allungato l'accordo con il club, fino al 31 dicembre 2022.
Il 16 marzo 2021, Kristiansund BK e Bodø/Glimt hanno annunciato d'aver trovato un accordo per il trasferimento del calciatore, soggetto al buon esito delle visite mediche di rito. Il 17 marzo sono state sbrigate le ultime formalità e Sørli è stato presentato come nuovo giocatore del Bodø/Glimt.

## Statistiche

### Presenze e reti nei club
Statistiche aggiornate al 17 marzo 2021.
| Stagione            | Squadra             | Campionato          | Campionato | Campionato | Coppe nazionali | Coppe nazionali | Coppe nazionali | Coppe continentali | Coppe continentali | Coppe continentali | Altre coppe | Altre coppe | Altre coppe | Totale | Totale | Totale |
| Stagione            | Squadra             | Comp                | Pres       | Reti       | Comp            | Pres            | Reti            | Comp               | Pres               | Reti               | Comp        | Pres        | Reti        | Pres   | Reti   |        |
| ------------------- | ------------------- | ------------------- | ---------- | ---------- | --------------- | --------------- | --------------- | ------------------ | ------------------ | ------------------ | ----------- | ----------- | ----------- | ------ | ------ | ------ |
| 2014                | Kristiansund        | 1D                  | 0          | 0          | CN              | 1               | 0               | -                  | -                  | -                  | -           | -           | -           | 1      | 0      |        |
| 2015                | Kristiansund        | 1D                  | 7          | 0          | CN              | 2               | 0               | -                  | -                  | -                  | -           | -           | -           | 9      | 0      |        |
| 2016                | Kristiansund        | 1D                  | 12         | 2          | CN              | 0               | 0               | -                  | -                  | -                  | -           | -           | -           | 12     | 2      |        |
| 2017                | Kristiansund        | ES                  | 23         | 3          | CN              | 3               | 0               | -                  | -                  | -                  | -           | -           | -           | 26     | 3      |        |
| 2018                | Kristiansund        | ES                  | 23         | 1          | CN              | 3               | 1               | -                  | -                  | -                  | -           | -           | -           | 26     | 2      |        |
| 2019                | Kristiansund        | ES                  | 23         | 5          | CN              | 2               | 1               | -                  | -                  | -                  | -           | -           | -           | 25     | 6      |        |
| 2020                | Kristiansund        | ES                  | 27         | 3          | -               | -               | -               | -                  | -                  | -                  | -           | -           | -           | 27     | 3      |        |
| Totale Kristiansund | Totale Kristiansund | Totale Kristiansund | 115        | 14         |                 | 11              | 2               |                    | -                  | -                  |             | -           | -           | 126    | 16     |        |
| 2021                | Bodø/Glimt          | ES                  | 11         | 3          | CN              | 0               | 0               | UCL                | 0                  | 0                  | -           | -           | -           | 11     | 3      |        |
| Totale carriera     | Totale carriera     | Totale carriera     | 126        | 17         |                 | 11              | 2               |                    | -                  | -                  |             | -           | -           | 137    | 19     |        |

## Palmarès

### Club

#### Competizioni nazionali
- Campionato norvegese: 3

Bodø/Glimt: 2021, 2023, 2024